# Margarid
Margarid (oficialmente San Fiz de Margaride) es una parroquia española del municipio pontevedrés de Silleda, en la comunidad autónoma de Galicia.

## Toponimia
La parroquia puede aparecer referida con las grafías «Margarid» y «Margaride».

## Historia
Hacia mediados del siglo XIX, la parroquia tenía contabilizada una población de 130 habitantes. Aparece descrita en el undécimo volumen del Diccionario geográfico-estadístico-histórico de España y sus posesiones de Ultramar de Pascual Madoz con las siguientes palabras:

MARGARIDE (San Feliz): felig. en la prov. de Pontevedra (8 1/2 leg.), part. jud. de Lalin (2 1/2), dióc. de Lugo (11), ayunt. de Chapa (1/2): sit. al E. del Monte de San Sebastian, y en las inmediaciones de un riach. afluente del Deza, con libre ventilacion y clima sano. Tiene 26 casas repartidas en las ald. de Costela, Gamil, Santiz, Vilanova y Vista alegre. La igl. parr. (San Feliz), está servida por un cura de provision en corcurso. Confina el térm. N. Negreiros; E. Villar; S. Silleda; O. Rellás. El terreno participa de monte y llano, y es de buena calidad. Cruza por esta parr. la vereda que desde Santiago conduce á Orense. prod.: cereales, patatas, legumbres, frutas y pastos: hay ganado vacuno, lanar y cabrío; caza y pesca de diferentes especies. pobl.: 26 vec., 130 alm. contr.: con su ayunt. (V.)
(Madoz, 1848, p. 223)

En la actualidad, pertenece al municipio de Silleda. En 2023, tenía empadronados 130 habitantes.